# 1636 en musique classique

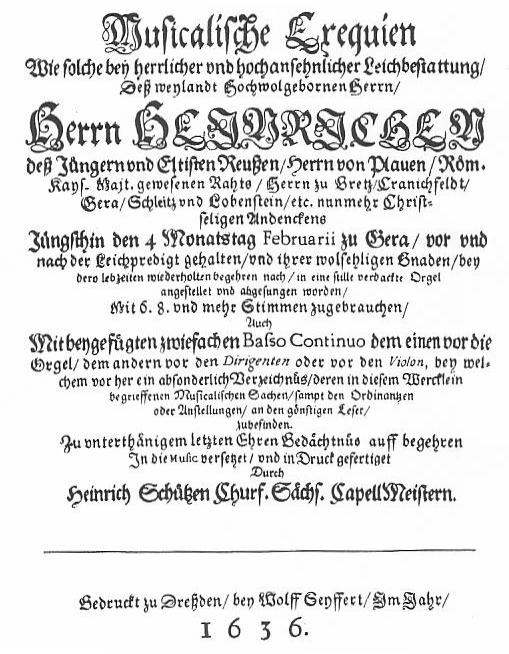

| \| • Retour à la chronologie générale de la musique classique • \| |
| Grèce • Rome • Haut Moyen Âge • VIIIe siècle • IXe siècle • Xe siècle • XIe siècle XIIe siècle • XIIIe siècle • XIVe siècle • XVe siècle • XVIe siècle • XVIIe siècle XVIIIe siècle • XIXe siècle • XXe siècle • XXIe siècle |
| • Retour à la chronologie générale de la musique classique • |

| Années en musique classique : 1633 - 1634 - 1635 - 1636 - 1637 - 1638 - 1639    |
| Décennies en musique classique : 1600 - 1610 - 1620 - 1630 - 1640 - 1650 - 1660 |

## Événements
- L’Harmonie universelle, contenant la théorie et la pratique de la musique, de Marin Mersenne.
- Kleine geistliche Konzerte (Petits concerts spirituels d’Heinrich Schütz (1636 et 1639).
- Musikalische Exequien, d’Heinrich Schütz.

## Naissances
- 10 juin : Tommaso Bai, ténor et compositeur italien († 22 décembre 1714).
- 2 juillet : Daniel Speer, compositeur allemand († 5 octobre 1707).

## Décès
- Léonard de Hodémont, compositeur liégeois (° 1575).